# Hvozdík lesní
Hvozdík lesní (Dianthus sylvaticus) je vytrvalá bylina z čeledi hvozdíkovitých. Dorůstá výšky 30 až 50 centimetrů a kvete od července do září. Roste v Německu a v Čechách, avšak pouze v některých lokalitách (např. CHKO Český les, CHKO Slavkovský les, PR Špičák u Krásného Lesa). V České republice je zákonem chráněn; v rámci českého Červeného seznamu je řazen do kategorie C2 (ohrožené), v rámci vyhlášky 175/2006 Sb. je řazen do kategorie §3 (silně ohrožené).